# ハロー・アゲイン (カーズの曲)
「ハロー・アゲイン」 (Hello Again) は、ロックバンド、カーズが1984年にリリースした楽曲であり、アルバム『ハートビート・シティ』からの4枚目のシングルである（日本盤は未発売）。

## 解説
この曲はBillboard Hot 100で20位に達し、アルバムからは4枚目のトップ20ヒットとなった。また、ダンス・クラブ・ソングス・チャートでは8位、メインストリーム・ロック・チャートでは22位を記録した。

## ミュージックビデオ
ミュージックビデオは、アンディ・ウォーホルによって監督された。彼自身やこのときまだ知られていなかったジーナ・ガーションもビデオに出演している。
ミュージックビデオでは、音楽界で当時注目されていた、性や暴力の話題が論争されている。

## 評価
「ハロー・アゲイン」は、オールミュージックの評論家、グレッグ・プラートによって「風変わりな曲」と評されている。彼はまた、この曲は『ハートビート・シティ』のハイライトの曲でもあると述べている。さらに、同じAllMusicのドナルド・ガリスコは、「彼らの最も強烈な曲の1つ「ハロー・アゲイン」は、エクスペリメンタルタッチを多く取り入れたスタイリッシュなニュー・ウェイヴ・ロック」と述べている。彼は、「この曲は、彼らのポップ面、エクスペリメンタル・サウンドが好きなファンへの贈り物として、双方のバランスがとれたユニークで魅力的な、カーズを代表する曲」とも述べている。
コンピレーション・アルバム『グレイテスト・ヒッツ』のレビューにおいて、グレッグは「ハロー・アゲイン」が収録されるべきだったと感じ、「なぜ1984年のトップ20ヒットである「ハロー・アゲイン」の代わりに、「ハートビート・シティ」（失敗に終わったシングル）を収録したのだろうか」と記している。

## 収録曲

### 7インチ・シングル
A. "Hello Again" – 3:45
B. "Hello Again" (Dub Version) – 5:02

### 12インチ・シングル
A1. "Hello Again" (Remix Version / Vocal) – 5:54
A2. "Hello Again" (Dub Version) – 6:02
B. "Hello Again" (LP Version / Vocal) – 3:47

## チャート
| チャート (1984)                                       | 最高 順位 |
| ----------------------------------------------------- | --------- |
| オーストラリア (ARIAチャート)                         | 52        |
| オーストリア (エードライ・アオストリア・トップ40)     | 8         |
| カナダ (Canadian Hot 100)                             | 42        |
| フランス (SNEP)                                       | 4         |
| ドイツ (メーディア・コントロール・ゲーエフカー)       | 27        |
| ニュージーランド (ニュージーランド・レコード産業協会) | 5         |
| ノルウェー (ヴェーゲー・リスタ)                       | 12        |
| スウェーデン (シュヴァイツァー・ヒットパラーデ)       | 17        |
| アメリカ (Billboard Hot 100)                          | 22        |
| アメリカ (ダンス・クラブ・ソングス)                   | 8         |
| アメリカ (メインストリーム・ロック)                   | 20        |